# Levice (Italie)
Pour les articles homonymes, voir Levice (Slovaquie).
Levice est une commune de la province de Coni dans le Piémont en Italie.

## Administration
| Période                                  | Période  | Identité        | Étiquette | Qualité |
| ---------------------------------------- | -------- | --------------- | --------- | ------- |
| Depuis le 14 juin 2004                   | En cours | Ernesto Taretto |           |         |
| Les données manquantes sont à compléter. |          |                 |           |         |

### Communes limitrophes
Bergolo, Castelletto Uzzone, Feisoglio, Gorzegno, Pezzolo Valle Uzzone, Prunetto, Torre Bormida